# Homecoming (Glee)
Homecoming je druhá epizoda šesté série amerického televizního hudebního seriálu Glee a v celkovém pořadí stá desátá epizoda tohoto seriálu. Epizodu napsal jeden z tvůrců seriálu, Ryan Murphy, režíroval ji Bradley Buecker a poprvé se vysílala ve Spojených státech dne 9. ledna 2015 na televizním kanálu Fox spolu s předchozí epizodou, Loser Like Me, jako součást speciální dvouhodinové premiéry šesté série Glee.
Epizoda se koná ve dnech návratu domů na McKinleyově střední, když se Rachel Berry (Lea Michele) snaží s pomocí Kurta Hummela (Chris Colfer) oživit sbor, ale ředitelka Sue Sylvester (Jane Lynch) jim stále stojí v cestě. Rachel se rozhodne přizvat bývalé členy sboru ve snaze nabrat nové talenty. Mezitím se poprvé v historii o místo ve sboru Warblers uchází žena.

## Obsah epizody
Blaine Anderson (Darren Criss), vedoucí sboru Dalton Academy Warblers, se poprvé setkává s ženskou studentkou Daltonovy školy, Jane Hayward (Samantha Marie Ware), která se chce přidat k jejich sboru. Blaine, kouči New Directions, Rachel Berry (Lea Michele) a Kurt Hummel (Chris Colfer), jejich kamarád Sam Evans (Chord Overstreet) a kouč Vocal Adrenaline, Will Schuester (Matthew Morrison) se shodnou, že by neměli sabotovat její šanci dostat se do sboru. Při hledání nových talentů pro sbor Rachel přivede na pomoc bývalé členy sboru, a to Pucka (Mark Salling), Quinn (Dianna Agron), Santanu (Naya Rivera), Mercedes (Amber Riley), Brittany (Heather Morris), Artieho (Kevin McHale), a Tinu (Jenna Ushkowitz).
Rachel se na chvíli setká s novým studentem Roderickem (Noah Guthrie), ale její přílišné nadšení ho vyděsí. Blaine požádá Rachel, aby trénovala Jane pro její nadcházející konkurz do sboru. Kurt se snaží do sboru dostat homosexuálního fotbalistu Spencera Portera (Marshall Williams), ale Spencer nejeví o vstup do sboru žádný zájem. Jane se povede konkurz do sboru, ale je jí odepřen přístup kvůli ostatním členům, kteří mezi sebe nechtějí dívku. Santana, Quinn, Artie a Brittany vystupují před roztleskávačkami a vyvolají zájem u sourozenců Masona McCarthyho a Madison McCarthy (Billy Lewis Jr. a Laura Dreyfuss) a sejdou se s bývalou členkou sboru Kitty Wilde (Becca Tobin), ale ta se ke sboru znovu připojit nechce a otevřeně od toho odrazuje i ostatní roztleskávačky.
Rachel na chodbě uslyší zpívající hlas a zjistí, že je to Roderick. Bývalí členové sboru ho přesvědčí, aby přišel na konkurz, který se mu úspěšně povede a stane se tak oficiálním prvním novým členem sboru. Ředitelka Sue Sylvester (Jane Lynch) se snaží najmout Spencera, aby zničil sbor ale on to odmítá. Jane přechází na McKinleyovu střední školu a přidá se ke sboru, což rozzlobí Blaina, který to vidí jako porušení slibu a řekne, že je konec jejich příměří. Dvojčata Mason a Madison, kteří jsou šampióni v karaoke, se také přidají ke sboru.

## Seznam písní
- „Viva Voce“
- „Take On Me“
- „Tightrope“
- „Problem“
- „Mustang Sally“
- „Home“

## Hrají
| Chris Colfer     | Kurt Hummel             |
| Darren Criss     | Blaine Anderson         |
| Dot Jones        | trenérka Shannon Beiste |
| Jane Lynch       | Sue Sylvester           |
| Kevin McHale     | Artie Abrams            |
| Lea Michele      | Rachel Berry            |
| Matthew Morrison | William Schuester       |
| Amber Riley      | Mercedes Jones          |
| Chord Overstreet | Sam Evans               |